# Xã Liberty, Quận Hancock, Iowa
Xã Liberty (tiếng Anh: Liberty Township) là một xã thuộc quận Hancock, tiểu bang Iowa, Hoa Kỳ. Năm 2010, dân số của xã này là 214 người.